# Бутенін Артем Олексійович
Бутенін Артем Олексійович (нар. 3 жовтня 1989, Київ, СРСР) — колишній український футболіст.

## Біографія
В ДЮФЛ з 2002 року по 2006 рік виступав за київське «Динамо». 2006 року почав виступати за «Динамо-2» у Першій лізі України. У команді дебютував 20 квітня 2006 року в виїзному матчі проти харківського «Геліоса» (1:0). У «Динамо-2» вважався одним з найталановитіших гравців команди. Разом з командою двічі вигравав Меморіал Олега Макарова в 2006 і 2009 роках.
8 грудня 2007 року дебютував в основі «Динамо» в переможному матчі Кубка України проти сімферопольської «Таврії» (3:0), Бутенін вийшов на 90-й хвилині замість Мар'яна Марковича. Разом з дублем «Динамо» Артем ставав переможцем молодіжної першості України в сезонах 2006/07 та 2007/08.
Влітку 2010 року був відданий в піврічну оренду в луцьку «Волинь», в команді він грав під 6-м номером. В Прем'єр-лізі України дебютував 23 липня 2010 року в домашньому матчі проти криворізького «Кривбасу» (0:0). Бутенін вийшов на початку другого тайму замість Саші Стевича. В основному складі «Волині» Артем закріпитися не зміг і виступав за дубль, за який зіграв 13 матчів та забив 3 голи. Наприкінці грудня 2010 року Артем повернувся в «Динамо».
2012 року разом з партнерами по команді Сергієм Люлькою та Євгеном Морозенком перейшов у ліберецький «Слован» на рік на правах оренди. Дебютував за новий клуб в матчі за Суперкубок Чехії проти оломоуцької «Сігми», в якому «Слован» поступився 0:2, а Бутенін вийшов в стартовому складі і відігравши першу половину зустрічі в перерві був замінений на Милоша Босанчича.
Орендна угода була укладена на цілий сезон, однак вже на початку 2013 року Бутенін повернувся до Києва, не провівши за чеський клуб жодного матчу в чемпіонаті. До кінця сезону 2012/13 провів ще 9 матчів за «Динамо-2», після чого влітку на правах вільного агента покинув клуб.
У лютому 2014 року уклав угоду з футбольним клубом «Полтава».

### Кар'єра в збірній
За юнацьку збірну України до 17 років виступав з 2004 року по 2006 рік і провів 26 матчів в яких забив 3 голи. За збірну до 19 років зіграв у 18 матчах, в яких забив 2 м'ячі.
17 листопада 2007 року провів єдиний матч за молодіжну збірну України до 21 року проти однолітків з Ліхтенштейну (5:0). Бутенін вийшов на поле на 77 хвилині замість Дениса Гармаша.

## Досягнення
- Переможець молодіжного чемпіонату України (2) : 2006/07, 2007/08.